# Pueblofolk

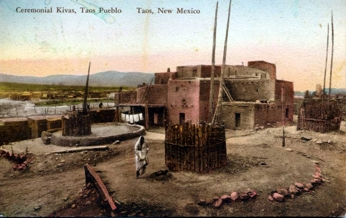
Pueblo de Taos, cirka 1920

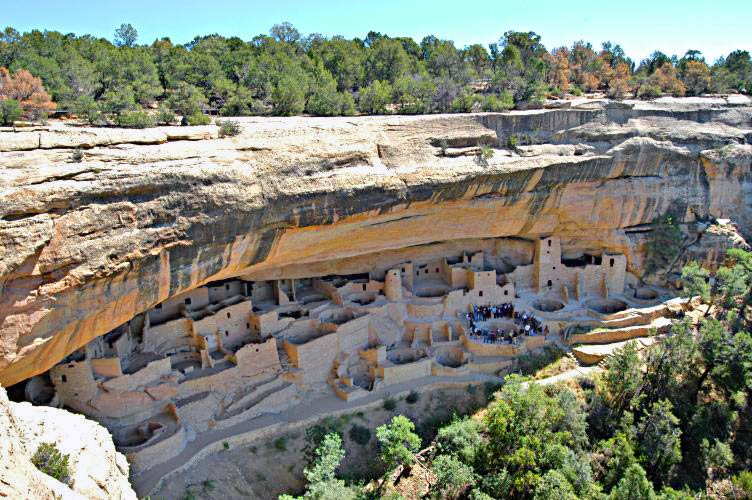
Klippalatset, Mesa Verde National Park

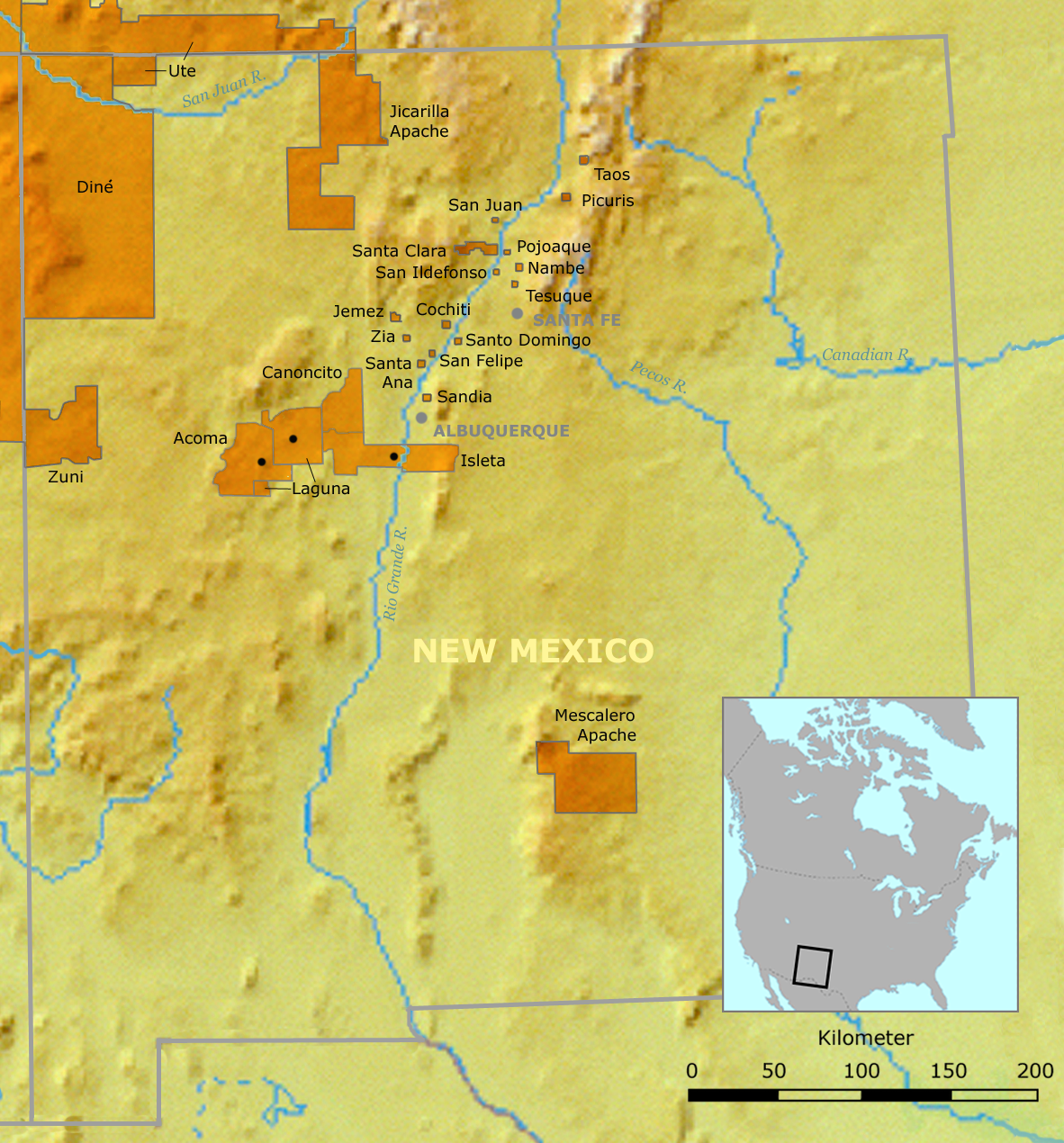
Karta över indianreservat i New Mexico som visar var några av de viktigaste pueblos är belägna.

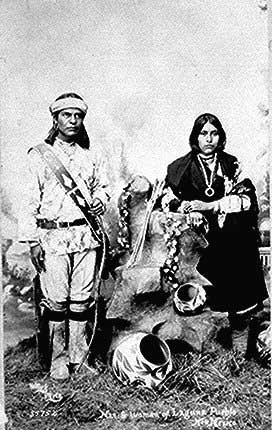
Laguna Pueblo invånare

Pueblofolk (efter spanskans pueblo = by), bofasta, åkerbrukande urfolk i Arizona-New Mexico och angränsande områden i norr. Anasazifolket var deras förfäder.

## Karaktäristika
Pueblofolk var kända för sina så kallade byhus; fyrkantiga hus med platta tak uppförda av soltorkat tegel (adobe) intill och ovanpå varandra till stora terrassformade komplex. Kulturen är cirka 1 000 år gammal och den som bäst bevarats i våra dagar. I bland annat Taos, New Mexico, lever pueblofolket fortfarande i byhus. Pueblofolket var skickliga vävare (de anses ha överbringat vävkonsten till navahoerna) och krukmakare, och de använde sig av konstbevattning. Med undantag för ett uppror 1680 har pueblofolket i stort sett levt i fred med de vita.

## Pueblofolk
Pueblofolket tillhör samma kultursfär men utgör inte en gemensam etnisk grupp eller språkgrupp. Vid folkräkningen 2000 rapporterade 74 085 människor att de räknade de sig som helt eller delvis tillhörande något pueblofolk.
Pueblofolket kan uppdelas i ökenpueblos (hopi och zuñi) och flodpueblos vid Rio Grande (övriga).
- Tano, som talar olika språk som tillhör språkfamiljen kiowa-tanoan.
  - Tewa
  - Towa
  - Tiwa
    - Nordlig tiwa
    - Sydlig tiwa
- Keresan, som talar ett isolatspråk.
- Zuñi, som talar ett isolatspråk.
- Hopi, som talar ett språk som tillhör den uto-aztekiska språkfamiljen.
  - Hopi-Tewa, som talar en dialekt av tewa, men tillhör hopisamhället.

## Förhistoria
Berömda byhusruiner från förhistorisk tid är bland annat Vita huset i Canyon de Chelly, Arizona, Klippapaltset i Mesa Verde nationalpark, Colorado, samt (den största) Pueblo Bonito i Chaco Canyon, New Mexico.
De bäst bevarade klippboningarna är verkligen mycket sevärda. När man besöker Klippalatset i nationalparken Mesa Verde i Colorado rundar man ett hörn och ser plötsligt framför sig en stad med murar, torn och hus på en klipphylla ovan stupet. Över det hela välver sig det utskjutande klipptaket. Boplatsen liknar på sätt och vis en riddarborg. Taken har störtat in, i övrigt är byggnaderna väl bevarade. Klippalatset var lätt att försvara mot fiender, men att släpa vatten och mat uppför branterna var besvärligt och tidsödande.Ca 1270 bodde här omkring 500 människor. Detta gamla minnesmärke upptäcktes så sent som 1888 av ett par cowboys.
Det kan vara intressant att notera att de första vinplantorna i USA:s historia kom i jorden i Senecu, en liten puebloby i New Mexico, cirka 100 år före Kalifornien. Franciskanermunkar förde med sig plantorna, troligtvis ända från Spanien.[källa behövs]

## Historia

### Pueblorevolten 1680
En revolt utbröt den 10 maj 1680 bland pueblofolket i den spanska besittningen New Mexico. De sedan länge förtryckta urfolken anföll under sin ledare Popé huvudstaden Santa Fé den 15 augusti. Efter fem dagars belägring föll staden och i de följande striderna dödades omkring 500 spanjorer. Urfolken lyckades fördriva samtliga vita från sitt land, men spanjorerna återvände i början av 1690-talet under ledning av Diego de Vargas och underkuvade på nytt urfolket efter långa och blodiga strider. 